# Ásványi anyagok

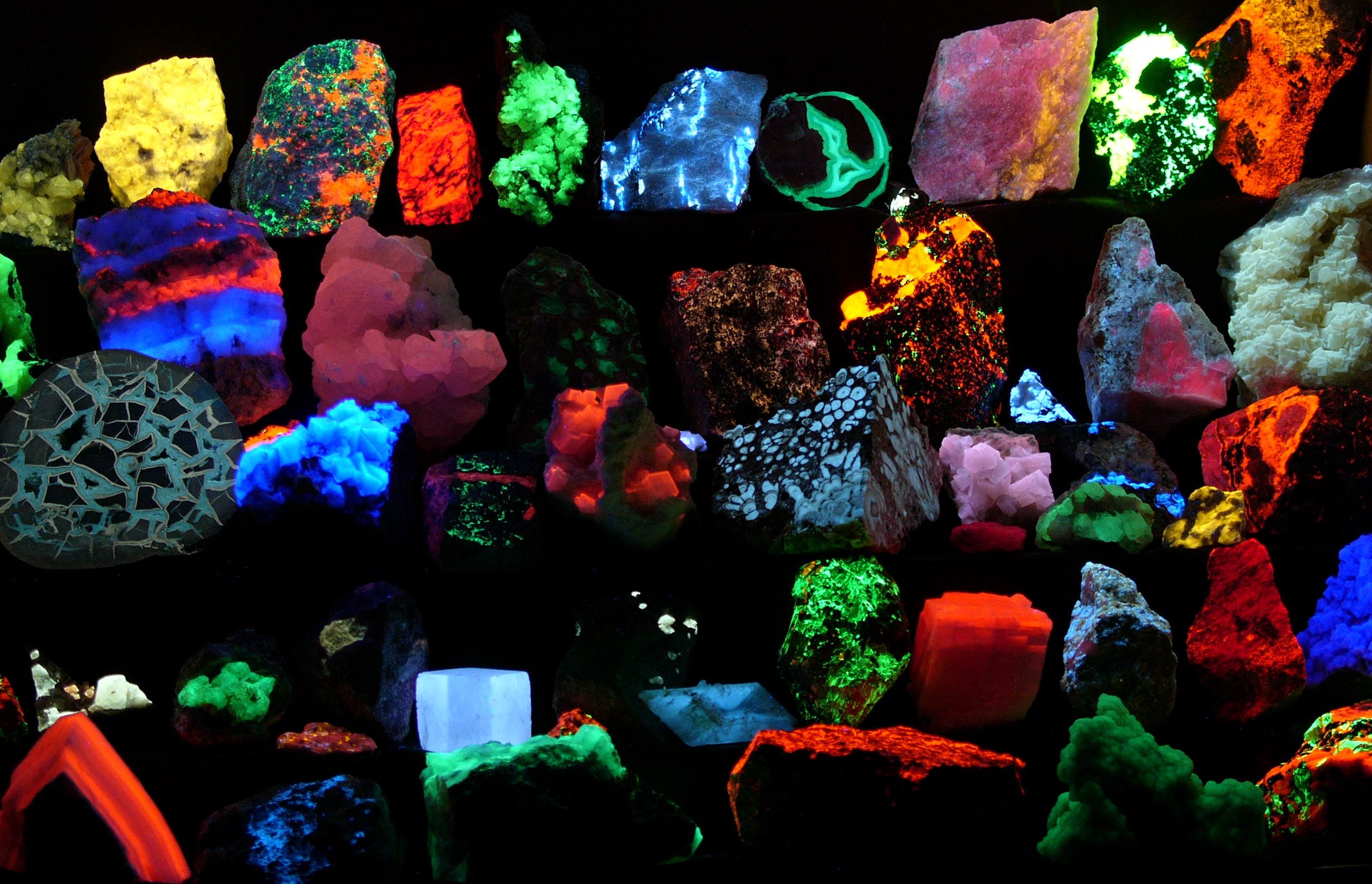
minerals.jpg

Az ásványi anyagok közül azokat az elemeket, amelyek a szervezetünkben, a test tömegének 0,005%-nál nagyobb mennyiségben fordulnak elő, makroelemeknek, amelyek ennél kisebb mennyiségben vannak jelen, mikroelemeknek nevezzük. Az ásványi anyagok összességükben, a szervezetünk 4-5%-át teszik ki. Az ásványi anyagok, különösen a mikroelemek és nyomelemek biológiai sajátosságaival a bioszervetlen kémia foglalkozik.

## Makroelemek

### Foszfor
- A felnőtt ember szervezetében, szerves és szervetlen foszfátok formájában 600-700 g foszfor található. Szerves kötésben az egyes fehérjéknek, enzimeknek, vagy nukleinsavaknak az építőköve. Fontos szerepet tölt be a fehérje-, szénhidrát- és zsíranyagcserében. A foszfor 80-85%-a hidroxiapatit mikrokristályok alakjában, a csontok, fogak szilárdságáért felelős. Kis mennyiségben van jelen ugyan, de a szervezet folyadéktereiben is megtalálható, igen fontos szerepet töltve be a kémhatás szabályozásában. Szervezetünk a tartalékenergia egy részét is foszforvegyületek (ATP – adenozin-trifoszfát) formájában raktározza. Szükséges az idegrendszer működéséhez, a fehérjeszintézishez és enzimek működéséhez is.
- A foszfor gyakorlatilag minden élelmiszerben megtalálható, ezért a táplálkozási eredetű hiánya nem jellemző, mivel az élelmiszeripar – elsősorban savanyító adalékanyagként – egyre több foszfort használ fel, rendszerint foszforsavként. Hiányállapot legfeljebb tartós savmegkötő-terápia kapcsán, amikor nő a kalciumkiválasztás, esetleg vázrendszer#csontritkulás lép fel.
- Napi szükséglet: kb. 620 mg (serdülő korban és 70 év felett 780 mg).

### Klór
- Az emberi szervezet kb. 0,15% klórt tartalmaz, amely a gyomorsósav részeként, az emésztésben, a nátriumhoz, illetve káliumhoz kötött kloridion formájában, a só-víz háztartásban, és a sav-bázis egyensúly fenntartásában játszik fontos szerepet. Bevitele főleg konyhasó formájában történik. A nátrium-klorid 50%-kal nagyobb tömegű kloridot tartalmaz, mint nátriumot, és ez az arány szabja meg a bevitel mértékét.
- Az átlagember napi klórbevitele túl magas, ami a sós ételeknek és a klórozott csapvíznek tudható be. Külső pótlást abszolút nem igényel a szervezet belőle. Túladagolása hosszú távon allergiát, asztmát és rákot okozhat.

### Kalcium
- Átlagos testtömegű (50–80 kg) felnőtt emberben 750-850 g, illetve 1-1,2 kg (1,5%) kalcium van, ennek 98%-a a csontokban, 1% a fogakban található kalcium-foszfát formájában, további 1% a vérben kering. Élettani szerepe a csontok keménységének, nyomásszilárdságának fenntartásában van. A sejteken kívüli folyadékban és a lágy szövetekben, fehérjéhez kötve, vagy vízoldható formában, nem ionizált komplex alakban, illetve ionos formában, csupán 10 g mennyiség van jelen. Ez a kis mennyiség azonban felelős az ingerlékenység szabályozásában, az izom-összehúzódás megindításában, a véralvadásban, a különböző membránok épségének fenntartásában és egyes enzimek működésében.
- A kalciumbevitel 20-40%-a hasznosul, amely több tényezőtől is függ:
  - a táplálék kalcium-foszfor aránya,
  - a fehérjeellátottság,
  - a tápanyag összetétele: oxálsav, fitinsav (oldhatatlan komplexet képez) hátrányos, a laktóz előnyös a felszívódás szempontjából.
  - zsírfelszívódási zavarok esetén oldhatatlan kalciumszappanok keletkeznek – csökken a felszívódás.
- Kalciumban a tej és a tejtermékek, valamint az olajos magvak a leggazdagabbak.
- Napi adagja felnőtteknek 800 mg, gyermekeknek a csontfejlődés miatt 1200 mg. D-vitaminnal biztosítható a tökéletes felszívódása.
- Túladagolás esetén lerakódik az érfalakon és a vesékben trombózist vagy vesekövet okozhat.

### Kálium
- A felnőtt emberben kb. 150 g kálium van, ennek 97%-a a sejten belüli vízterekben található. Vegyes táplálkozás esetén az átlagos napi bevitel 2,0-2,9 g között mozog, ami fedezi a szervezet szükségletét. Gyakorlatilag minden élelem tartalmaz káliumot, azonban a növényi eredetű élelmiszerekben a kálium-nátrium arány a kálium javára tolódott el, ezért ezek hasznosulása kedvezőbb. A kálium a nátriummal együtt részt vesz az ingerületi folyamatokban, így az ideg-, és izomműködésben, a sav-bázis egyensúly és az ozmotikus nyomás fenntartásában.

### Magnézium
- A felnőtt ember szervezetében kb. 20-28 g magnézium van, amelynek fele a csontrendszerben, a többi zömében a sejtekben található. Szerepe az ideg-, és izomműködésben, valamint számos enzim működésén keresztül a fehérje-, szénhidrát-, és zsíranyagcserében van.
- Magnéziumban gazdagok: csonthéjas magvak (dió, mogyoró, mandula), tökmag, napraforgómag, [2][3] mák, szójaliszt, [2] méhpollen, savanyú káposzta, kakaópor,[4] zöldségek-zöldek (klorofill), gabonatermékek, bárányhús [5]
- Napi ajánlott adagja 300 mg.

#### Magnéziumhiány
A magnézium hiányára utaló jelek a következő tünetegyüttes:
- Idegesség, ingerlékenység, enyhe szorongás, átmeneti fáradtságérzet, enyhébb alvászavarok.
- Szorongás, ha emésztőrendszeri görcs és – szervi rendellenesség nélküli – erősebb szívdobogásérzés mutatkozik.
- Izomgörcsök, lábikragörcs, zsibbadás.

Magnéziumhiány léphet fel a következő esetekben:
- Diéta, fogyókúra, alkoholizmus.
- Hasmenés, hányás, vízhajtók szedése – pl. vese- vagy szívbetegeknél.

Fokozott magnézium igény
- Terhességben, sportoláskor, legyengült szervezet rehabilitációjakor, idős korban tavasszal a kerti munkák kezdetekor.

A magnéziumhiány kezelése:
- A B6-vitamin segíti a magnézium felszívódását, ezért célszerű együttesen alkalmazni ezeket. Amennyiben a tünetek egy hónapon belül nem enyhülnek, nem érdemes a kezelést folytatni, mert elképzelhetően nem magnéziumhiány okozta őket.

### Nátrium
- A felnőtt szervezetben mintegy 83-97 g közötti mennyiségű nátrium található, ennek 60-65%-a kicserélhető formában, a test víztereiben, 35-40%-a kötött formában, a csontokban és a kötőszövetekben található.
- Nehéz fizikai munka végzésekor, magasabb hőmérsékletű és nedvességtartalmú környezetben, erős verítékezéskor, akár 8 g, de kellemes külső hőmérséklet esetén és pihenő embernél 46–92 mg nátriumot is veszíthetünk. Egyes szakvélemények szerint 100 mmol/nap nátriumbevitel elegendő a szükséglet fedezésére (ez kb. 5 g konyhasónak felel meg), mert a túlzott nátriumbevitel egyes vélemények szerint, a már népbetegségnek számító magas vérnyomás kialakulásában is szerepet játszhat.
- Az élelmiszeripari technológiai eljárások során jelentős mennyiségű só kerülhet az egyes élelmiszerekbe, ráadásul a kialakult konyhatechnikai eljárások, táplálkozási szokások is veszélyt jelenthetnek. Ezért egyes emberek rendkívül magas sóbevitelét mérsékelni ajánlott.
- A helyes táplálkozási szokások kialakítását, már gyermekkorban el kell kezdeni, nem szabad a gyermekeket az erősen sós ízű ételekre rászoktatni.

## Mikroelemek

### Cink
- A legnagyobb koncentrációban, a szemben, hajban, és a férfi herékben, de megtalálható a májban, vesékben, és az izmokban is. Szervezetünk kb. 2,5 g cinket tartalmaz, amely számos – kb. 70 különböző – enzim alkotórésze, többek között a hasnyálmirigy által termelt inzulinnak.
- Megfázás, nátha, torokfájás esetén a gyógyulási időt lerövidíti, ez a hatása azonban csak felnőtteknél figyelhető meg.
- Részt vesz a fehérje-, zsír- és nukleinsav-anyagcserében. Felszívódásának hatékonysága: 20-30%, azonban a fitinsav, a túlzott rostbevitel, oxalátok csökkentik a felszívódás mértékét.
- A legjobb cinkforrások: hús, máj, tojás, hüvelyesek (bab, borsó, lencse). Jobban hasznosul az állati eredetű, mint a növényi eredetű táplálékból.
- Napi szükséglet: 15 mg
- Hiányállapotok: cink hiányában a gyerekeknél törpenövés, a herék elsorvadása jelentkezik, felnőtteknél elhúzódó sebgyógyulás, csökkent étvágy és ízérzés, letargia, hasmenés, bőrgyulladások jelentkeznek.
- Még nem teljesen tisztázott módon, de a cink gátolja a rákos sejtek szaporodását, ezért a rák gyógyításában a jövőben nagy szerephez juthat.

### Fluor
- A szervezet fluortartalmának legnagyobb része (kb. 95%-a) a csontokban és a fogakban található. A fluorbevitel okozója lehet a fogszuvasodás kialakulásának, amennyiben az szervetlen, azaz hozzáadott fluor. A fluorszükségletet (1,5 mg/nap) az elfogyasztott táplálékkal (pl. tengeri halak, kukorica, majoránna, petrezselyemzöldje) kell fedezni. Minden elemnek és vegyületnek lehet szerves és szervetlen formája. Ez a fluorra is igaz. A szerves forma legtöbbször zöldségekben és gyümölcsökben fordul elő, a lehető legtökéletesebb formában és biokémiai környezetben, pontosan úgy, ahogy azt a szervezetünk megkívánja.

A szervetlen – azaz a hozzáadott – fluor és annak sói, vegyületei nem természetes kötésben találhatóak, ezért a szervezetünk idegen anyagként fogja fel őket. Ezért van az, hogy a hozzáadott fluor még a megengedettnél alacsonyabb mennyiségben is káros hatást fejt ki a szervezetre.
- Túladagolás: fognövekedési, csontosodási zavarok, fogszuvasodás, a csontok károsodása, a vesék működésének csökkenése és károsodása, az izomzat és az idegrendszer működési zavarai tapasztalhatók.

### Jód
- A szervezetben kb. 15–20 mg jód található, ennek 70-80%-a a pajzsmirigyben van, mert a jód a pajzsmirigyhormonok (tiroxin, trijód-tironin) szerves része, így részt vesz az anyagcsere szabályozásában, befolyásolja a növekedést, az idegrendszer működését, de közvetve hat a vérkeringésre is.
- Azokon a területeken, ahol a talaj, s ennek következtében az ivóvíz, és a növények jódban szegények, halmozottan fordulnak elő golyvás megbetegedések.
- Egyes növényi eredetű élelmiszerek gátolják a jód hasznosulását a szervezetben, ilyen a kel, kelbimbó, retek. Az állati eredetű élelmiszerek jódtartalmát, a takarmány és az ivóvíz jódszintje is befolyásolja.
- Jódban gazdag: a tengeri halak, kagylók, a jódozott konyhasó 25 mg/kg kálium-jodidot tartalmaz. A legkevesebb jódot a gyümölcsök tartalmaznak.
- Napi szükséglet: 0,15 mg.
- Hiányállapotok: Az anyagcsere lassul, depresszió lép fel, a szérumban az összzsiradék-szint nő, fiatal korban kretenizmus léphet fel, várandós anyáknál pedig a magzat elhalása, spontán abortusz, magzatfejlődési rendellenességek jelentkeznek. Általános tünet a golyva, a pajzsmirigy megnagyobbodása.
- Túladagolás: a jód fokozott bevitele emelkedett pajzsmirigyműködést eredményez, toxikus tünetekkel együtt.

### Kobalt
- A kobalt többféle oxidációs állapotban is stabil, ezért a szervezetben végbemenő redoxifolyamatokban van szerepe.
- A B12-vitamin szintéziséhez elengedhetetlen.
- Főbb forrásai: tojás, bab, burgonya, körte, tej, vaj, spenót, hüvelyesek, húsok (marha, borjú, tyúk), a tenger gyümölcsei [6]

### Króm
- A króm a szövetekben igen kis koncentrációban van jelen, és az életkor előrehaladtával mennyisége csökken. Az emberi szervezet krómtartalma pontosan nem ismert, de aktívan részt vesz a szénhidrát-anyagcserében, elősegíti az inzulin hatását. Feltételezik, hogy hiánya a koszorúér-betegség és a cukorbetegség egyik okozója.
- A króm a teljes kiőrlésű gabonamagvakban, hüvelyesek magjában, húsban, májban, tojásban és sajtban található.
- Napi ajánlott bevitele nincs megállapítva, de az optimális adagját általában 50-200 mikrogrammban adják meg.

### Mangán
- A mangán számos enzim aktivátora, részt vesz a szénhidrát- és lipidanyagcserében, a fehérje-, a dezoxiribonukleinsav, és a ribonukleinsav szintézisében. Szervezetünkben 12–20 mg mangán van, vegyes táplálkozás mellett nem fordul elő mangánhiány. Felszívódása mindössze 3-4%, de egyes fémek (vas, kobalt, kalcium) feleslege még gátolja is a felszívódását.
- Gazdag mangánban: a gabonafélék, ezek teljes őrleményei, a dió, mogyoró, tojás,[2] paraj,[2] petrezselyem,[2] de a tejtermékek és a húsok csak kis mennyiségben tartalmazzák.
- Mangánhiány: a feledékenység egyik oka lehet.[7]

### Molibdén
- A molibdén nagyon kis mennyiségben található meg a szervezetünkben. A nagy molibdénbevitel rézhiányt okoz, molibdénforrás a hús, és a hüvelyesek.

A molibdénhiány ritka, és csak mesterséges táplálás kapcsán észlelték eddig. Enyhe esetben pszichés labilitást (ingerlékenységet), súlyosabb formában idegrendszeri tüneteket, például látászavart okoz. Gyermekkorban kortól függően 30-250 mikrogramm, felnőttkorban 250 mikrogramm a napi szükséglet. A napi ajánlott mennyiség 40-szerese fölötti dózis csökkenti a réz felszívódását

### Réz
- Oxidációs folyamatokban részt vevő enzimek alkotórésze, az ember szervezetében 80 mg található, főleg a szemben, májban, szívben, vesében, az izomzatban és az agyban.
- A vérképzésben és a központi idegrendszer zavartalan működésében is szükség van rá.
- Az élelmiszer-nyersanyagok közül a legtöbb rezet a máj, a tojás és a hüvelyesek tartalmazzák.
- Rézhiány: aneurizma, korai őszülés, laza, ráncos bőr [7], karikás szem, hajhullás [7], visszértágulat.

### Szelén
- A szelén funkciója szorosan kapcsolódik az E-vitaminéhoz, azaz antioxidánsként működik, megköti a szabad gyököket,[8] ezáltal gátolja a rák kifejlődését, ill. rákos betegeknél csökkenti a mortalitást. A szelénre a glutation-peroxidáz enzim felépítéséhez van szükség (ez a szervezet egyik természetes antioxidánsa). Kutatási eredmények alapján a szelén nem akadályozza meg a bőrrák kialakulását, azonban más típusú rákbetegségektől megelőző hatással bír. Különösen kiugró eredményeket tapasztaltak a tüdő-, prosztata-, vastagbél- és végbélrákok esetében.

Részt vesz a nehézfémek (arzén, higany stb.) megkötésében és eltávolításában.
- Az alacsony szelén-vérszint a szívbetegségek kockázatát is fokozza.[8]
- Szervezetünkben mintegy 6 mg szelén van, amely a májban a legmagasabb koncentrációjú, de a fogzománcban és körömben is kimutatható.
- A szelénszükséglet megállapításához kevés emberen végzett kísérlet áll rendelkezésre, ezért a szelénbevitelre vonatkozó javaslatok főleg állatkísérleteken alapszanak. Ennek felső határa 0,2 mg, mert feltételezik, hogy az e feletti mennyiségű szelén toxikus hatású.
- Szelénhiány férfiaknál gyakrabban kialakulhat, mivel szexuális aktus során a spermával jelentős mennyiségű szelén távozik a szervezetükből.
- Az élelmiszerek szeléntartalmát a talaj szeléntartalma döntően befolyásolja.
- Jó szelénforrásnak mondható a tengeri állatok húsa,[8] a máj, a vese, a húsok (marha, bárány, vadhús),[8] a friss tonhal, a teljes kiőrlésű gabonamagvak, fokhagyma, tejtermékek, dió, paradió, szezámmag, napraforgómag, hüvelyesek, a spárga és a sörélesztő.[9][10]

### Vas
A vas nagyon fontos szerepet játszik az emberi szervezetben. Csökkent vasbevitel esetén a szervezet ezekből a raktárakból használja fel a vasat, csak ennek kimerülését követően csökken a vér hemoglobintartalma, és fejlődik ki a vérszegénység.
A hemoglobin működése ehhez kötött. A vas felszívódását csökkentik a csersavtartalmú tápanyagok, így a kávé, tea, de a gabonamagvak korpájában lévő fitátok is, mivel a vassal oldhatatlan komplexet képeznek.
A szervezet vastartalma férfiakban kb. 3 g, nőkben 2,3 g.
- A vas a légzőfunkciók esszenciális eleme, a szöveti oxidációban szerepet játszó enzimek, és az oxigéntranszportot végző hemoglobin működése egyaránt a vashoz kötött. A szervezet vaskészletének 70%-a a hemoglobinban, a többi a májban, lépben, és a csontvelőben raktározódik.
- Csökkent vasbevitel esetén a szervezet ezekből a raktárakból használja fel a vasat, csak ennek kimerülését követően csökken a vér hemoglobin tartalma, és fejlődik ki a vérszegénység.
- Nőknek a terhesség alatt és a szülést követően (a nagy vérveszteség miatt is) nagyobb a vasszükségletük.
- A vas felszívódását csökkentik a csersav tartalmú tápanyagok, így a kávé, tea, de a gabonamagvak korpájában lévő fitátok is, mivel a vassal oldhatatlan komplexet képeznek.
- Vasban gazdag: a baromfi-, hal-, sertés-, marhahús, de ki kell emelni a májat és egyéb belsőségeket, mert a szervezet jó aszkorbinsav-ellátottsága mellett, a vas felszívódását, és hasznosulását, ezekből fokozott mértékben lehet tapasztalni. Növényi alapú forrásai: szilva, mogyoró, mák, vargánya [2] spenót, savanyú káposzta, napraforgómag, dió, kakaó, csipkebogyó, cékla, barna rizs, vörös- és feketeribiszke, száraz bab, lencse, szójaliszt, tojássárgája, datolyaszilva, sütőtök, csípős paprika.[11]
- Többféle oxidációs állapota miatt redoxifolyamatokban játszik szerepet.

#### Növények
A növény a vasat két-, vagy háromvegyértékű ion formájában, illetve kelátmolekulaként is felveszi a talajból. Oldhatósága jelentősen függ a talaj pH-jától, a nagy pH-érték vashiányt idézhet elő az elem kicsapódása miatt, így a tőzegtalajokban alig található meg. A növény szempontjából mint elektronszállító anyag, és mint a klorofillszintézis katalizátora játszik fontos szerepet.
A vasfelesleg hatása:
A vastöbblet hatására a mangán felvehetősége csökken a talajból, ezáltal mangánhiány léphet fel, de más anyagok felvehetőségét is gátolja.
A vashiány hatása:
Mobilitása a növényben igen csekély ezért hiánya elsősorban a fiatal levéllemezeken mutatkozik, amelyek sárgulva vagy teljesen kifehéredve mutatják a vasklorózis jelenségét, miközben az érhálózat gyakran zöld színű marad. Ásványi talajokon ritkábban lép fel, mint a tőzeges keverékekben vagy a tápoldatos termesztésben. Relatív vashiány léphet fel, ha a talaj foszfortartalma magas.